# Carambis
Carambis (en griego: Κάραμβις) era el nombre antiguo del actual cabo Kerembe (en turco: Kerempe Burun), en Turquía, en la costa sur del mar Negro. Junto a él, según Plinio el Viejo, se había ubicado una antigua ciudad griega de su mismo nombre.
La ciudad de Carambis es citada también en el Periplo de Pseudo-Escílax, donde se la menciona entre las ciudades griegas de Paflagonia.